# Heliura banoca
Heliura banoca är en fjärilsart som beskrevs av Dyar 1914. Heliura banoca ingår i släktet Heliura och familjen björnspinnare. Inga underarter finns listade i Catalogue of Life.